# 원주민 건축

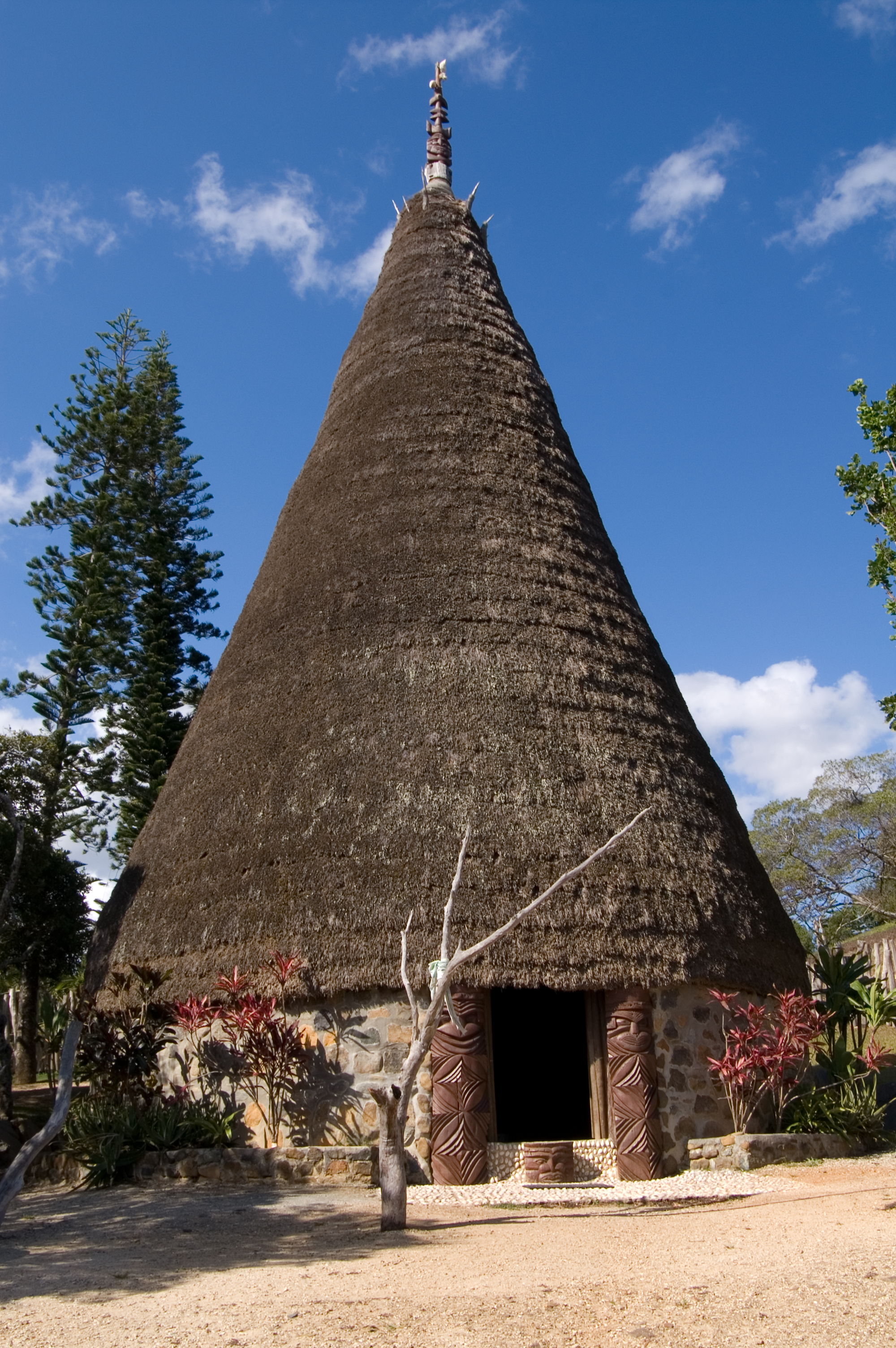

원주민 건축(原住民建築, Indigenous architecture)은 원주민들의 건축 방식이다. 아메리카, 오세아니아 등지의 원주민들은 독특한 건축 양식을 가지고 있다.
원주민 건축 분야는 토착민을 위한, 토착민에 의한 건축 연구 및 실천을 의미한다. 미국, 호주, 아오테이어러우어(Aotearoa)/뉴질랜드, 캐나다, 사미(Sápmi)의 북극 지역 및 토착민들이 건축 전통을 가지고 있거나 번역을 열망하거나 건축 환경에서 그들의 문화를 번역하기를 열망하는 다른 많은 국가에서 이루어지는 연구 및 실습 분야이다. 이것은 조경 건축, 도시 디자인, 계획, 공공 예술, 장소 만들기 및 건축 환경 디자인에 기여하는 기타 방법으로 확장되었다.

## 같이 보기
- 토속건축